# Comtat d'Auxois
El comtat d'Auxois fou una antiga jurisdicció feudal de Borgonya entre els altiplans de Langres-Châtillon i de Morvan, al sud del modern districte (arrondissement) de Montbard al departament de la Côte-d'Or. El territori era anomenat com «Alesiensis pagus», i va constituir jurisdicció separada del segle IX el 1082. La capital era Semur (Semur-en-Auxois) i altres localitats eren Avallon, Arnay-le-Duc i Saulieu.
Com a primer comte apareix Guerí de Provença, comte de Mâcon (825-853) comte de Mémontois (832-853), comte de Chalon sur Saône (835-853), comte d'Auxois (844-853), comte d'Autun (844-853) i marquès de Borgonya (844-853). En aquest moment els comtat no eren hereditaris i el rei designava als seus titulars però això es va acabar el 877. Com els comtats van anar a la dinastia de Vergy no se sap.
Manassès I el Vell fou comte de Condroz, de Ne, d'Atuyer, d'Auxois, d'Avalois, de Beaune, de Chalon sur Saône, de Duesmois, d'Oscheret (887-918), senyor de Vergy (893-918), i comte de Langres (894-918) i es va casar amb Ermengarda de Provença, filla de Bosó III de Provença, rei de la Borgonya Cisjurana. Manassès va morir el 918 i el va succeir el seu fill Manassès II que fou comte d'Auxois i de Dijon i senyor de Vergy. Va morir vers el 925 i va tenir com a successor a Raül o Rodolf de Vergy que va heretar els títols paterns i va morir vers 970, deixant un fill, Gerard de Vergy que ja només apareix com a senyor de Vergy.
Les diversos possessions van passar a branques de la família Vergy. Abans del 1000 apareix una Alquidis, el nom del marit de la qual és desconegut; la va seguir el seu fill Aimó I, esmentat com a comte d'Auxois i de Duesme o Duesmois el 992, que consta fent una donació a l'abadia de Sant Pere de Flavigny l'agost del 1000 i altre cop el 3 d'abril del 1002 i era viu encara el 17 de març del 1004 quan va testar. Va deixar almenys tres fills mascles; el primer Aimó podria haver mort abans que el pare, ja que no apareix en el testament, però s'identifica amb l'Aimó que fou comte de Bolenois; el segon Waló fou comte d'Auxois (i Duesmois?); apareix en una donació del 1020 a l'església de Sant Benigne de Dijon junt amb la seva dona Judit, i va deixar dos fills, Aimó III i Hug, que no apareixen esmentats com a comtes. Un tercer fill d'Aimó I, de nom Gautier consta a la donació del 1020 abans esmentada i en altres anteriors però no consta com a comte. Waldó era viu encara el 1035/1036. El darrer comte fiu Letald, a la mort del qual sense descendència el duc Eudes I de Borgonya va unir el comtat als dominis ducals el 1082.